# THE HOMESICKS
THE HOMESICKS（ザ・ホームシックス）は北海道中川郡豊頃町出身のパンク・ロックバンド。

## 概要
- 2002年結成。2006年11月14日に活動を休止したが、2007年5月19日札幌コロニーのワンマンライブで活動再開（活動再開後は「The Homesicks」と表記）

- 2007年末に拠点を東京に移し、二日に一度という驚異的なペースでライブをこなした。
- 全国ツアーにカメラクルーが同行していた時期があったが、使用用途は不明。

- 2004年FUJI ROCK FESTIVAL出演
- 2005年映画「東京ゾンビ」主題歌
- 2006年RISING SUN ROCK FESTIVAL出演
- 2009年3月22日、真駒内アイスアリーナにてオアシスのサポートアクトを務める。
- 2014年11月、2014年いっぱいを持っての再度の活動休止を発表。

## メンバー

### 現在のメンバー
- Vo. ノザキジュンヤ
- Gt. 赤堀超太郎
- Ba. 明星ナオト
- Dr. ミイダシンジ

### 旧メンバー
- オガワミチオ（ドラム）2006年8月脱退
- タナカトオル（ギター）2006年11月脱退
- ミヤザワヒデユキ（ベース）2006年11月脱退
- キーヤン（ベース）2012年6月脱退

## ディスコグラフィー

### シングル
- ココロかよわせて ～ZONBIE☆バージョン～（2005年11月23日）
  1. ココロかよわせて ～ZOMBIE☆バージョン～（映画「東京ゾンビ」テーマソング）
  2. 放浪ライダー
  3. タイトルはない

### アルバム
- NO TITLED（2004年7月7日）
  1. 友達のテーマ
  2. いたずらブギー
  3. 花束にエンジニアブーツ
  4. お花畑マーチ
  5. ロックンロールGO!!GO!!
  6. タイトルはない
  7. ピースマーク(LIVE ver.)
- THE HOMESICKS（2004年8月25日）
  1. 東京
  2. 笑っておくれ
  3. ピースマーク
  4. 手紙
  5. カンフーガール
  6. 野良犬キャバレー
  7. ブルーブルー
  8. 悲哀の唄
- ココロかよわせて（2005年5月25日）
  1. Bye bye bye
  2. ココロかよわせて
  3. 独創パズル
  4. バニーガール
  5. あの娘が理想
  6. oh yeah!
  7. 星ぼしの空から
  8. 小さな時計は
- 春夏秋冬（2014年7月2日）
  1. toyokoro concent
  2. コンクリートタワー
  3. Brainspotting
  4. yeah yeah yeah
  5. フィッシュマン
  6. ピリカレラにのせて
  7. picnic man
  8. ハミングを鳴らせ
  9. PAINT PAIN
  10. 水になれたら
  11. 春夏秋冬

### 参加作品
- 外道 TRIBUTE～ゲゲゲの外道讃歌～（2003年10月29日）
5.コウモリ男
- THE MODS TRIBUTE　SO WHAT!! Vol.2（2006年5月5日）
10.ゴキゲンRADIO
- 映画｢蟹工船｣インスパイア･アルバム（2009年6月24日）
2.ロシアンポップ ～そろそろ楽になろうぜ～